# Gery Seidl

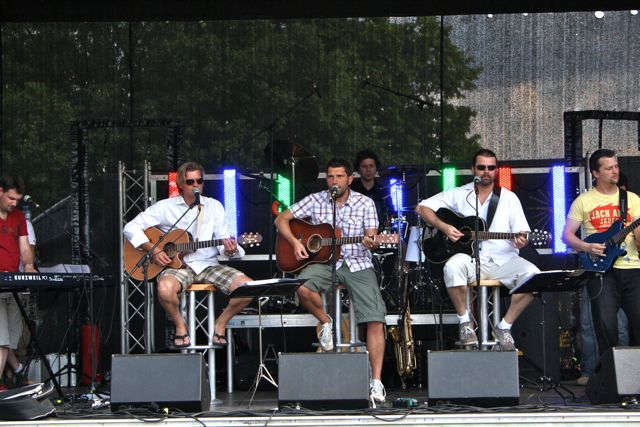
Gery Seidl (Erster von links) bei einem Auftritt mit der Band Austrotop 2011

Gery Seidl oder Ing. Gery Seidl  (* 11. Mai 1975 in Wien) ist ein österreichischer Kabarettist, Schauspieler und Musiker.

## Leben
Aufgewachsen ist Gery Seidl in Höflein an der Donau. Er maturierte an der HTL-Hochbau und arbeitete auch vorerst in der Bauwirtschaft und sattelte erst später auf die Schauspielerei um. Dazu nahm er Unterricht beim Schauspieler und Kabarettisten Herwig Seeböck, während er noch Bauleitungen abwickelte, bis er endgültig seinen regulären Job aufgab, um weiterhin als Schauspieler, Kabarettist und – wie er sagt – „Optimist“ tätig zu sein.
2003 produzierte Seidl gemeinsam mit dem Kabarettisten Gerhard Walter das Duo-Programm Warum Richard III?, 2005 folgte Taxameter rennt. Dafür erhielt er den Österreichischen Kabarettförderpreis Karl 2005.
2008 führte Seidl sein erstes Solo-Kabarett Wegen Renovierung offen auf, für das ihm der Österreichische Kabarettförderpreis 2008 verliehen wurde.
Es folgte 2010 sein zweites Solo-Stück Spaghetti mit Ohne. Gery Seidl betätigt sich auch als Musiker. Mit seiner Band Austrotop spielt er österreichische Pop-Musik.
Anfang 2012 wurde Seidls drittes Soloprogramm Gratuliere! im Wiener Kabarett Niedermair präsentiert. Er gastierte außerdem mit seinem ersten Best-Of-Programm Total spezial auf einer Kabarett-Tournee in Österreich.
Sein viertes Kabarett BITTE.DANKE. wurde Anfang 2014 im Orpheum Wien uraufgeführt und nicht nur österreichweit, sondern auch in Deutschland bis Ende 2016 auf die Bühne gebracht. Dieses Programm wurde mit dem deutschsprachigen Kleinkunstpreis Salzburger Stier ausgezeichnet.
Im Jahr 2015 spielte Gery Seidl seine Kabarett-Tournee BITTE.DANKE.spezial in Österreich.
SONNTAGSKINDER, so der Titel seines fünften Kabaretts, hatte im Jänner 2017 im Wiener Stadtsaal Premiere und wurde im gesamten deutschsprachigen Raum gezeigt.
2017 ging Seidl unter die Buchautoren und präsentierte Ende des Jahres sein erstes Werk Wegen Renovierung offen - Weil Leben is Baustelle in der Buchhandlung Thalia Landstraße.
Im Oktober 2019 hatte sein Solo-Programm HOCHTiEF im Orpheum Wien Premiere.
Gery Seidl war in mehreren TV-Formaten zu erleben: Was gibt es Neues? (ORF, seit 2014), ORF-Sommerkabarett (ORF, seit 2014), Bist du deppert! (Puls 4, 2015–2021), Sehr witzig?! – Der Witze-Stammtisch (Puls 4, 2016–2019), Kabarettgipfel (ORF, seit 2017), Die Tafelrunde (ORF, seit 2019), Schluss mit Lustig (ORF, seit 2019), Fakt oder Fake (ORF, seit 2020), Brauch ma des? (Puls 4, 2022), Cooking Comedians (Puls 4, 2023).
2023 wirkte Gery Seidl in Thomas Stipsits' Kinofilm Griechenland neben weiteren Kabarett- und Schauspielkollegen als Darsteller der Rolle „Alex“ mit.
Im April 2023 präsentierte der Kabarettist sein neuntes Programm beziehungsWEISE, das er österreichweit spielt.

## Kabarett- und Bühnenauftritte

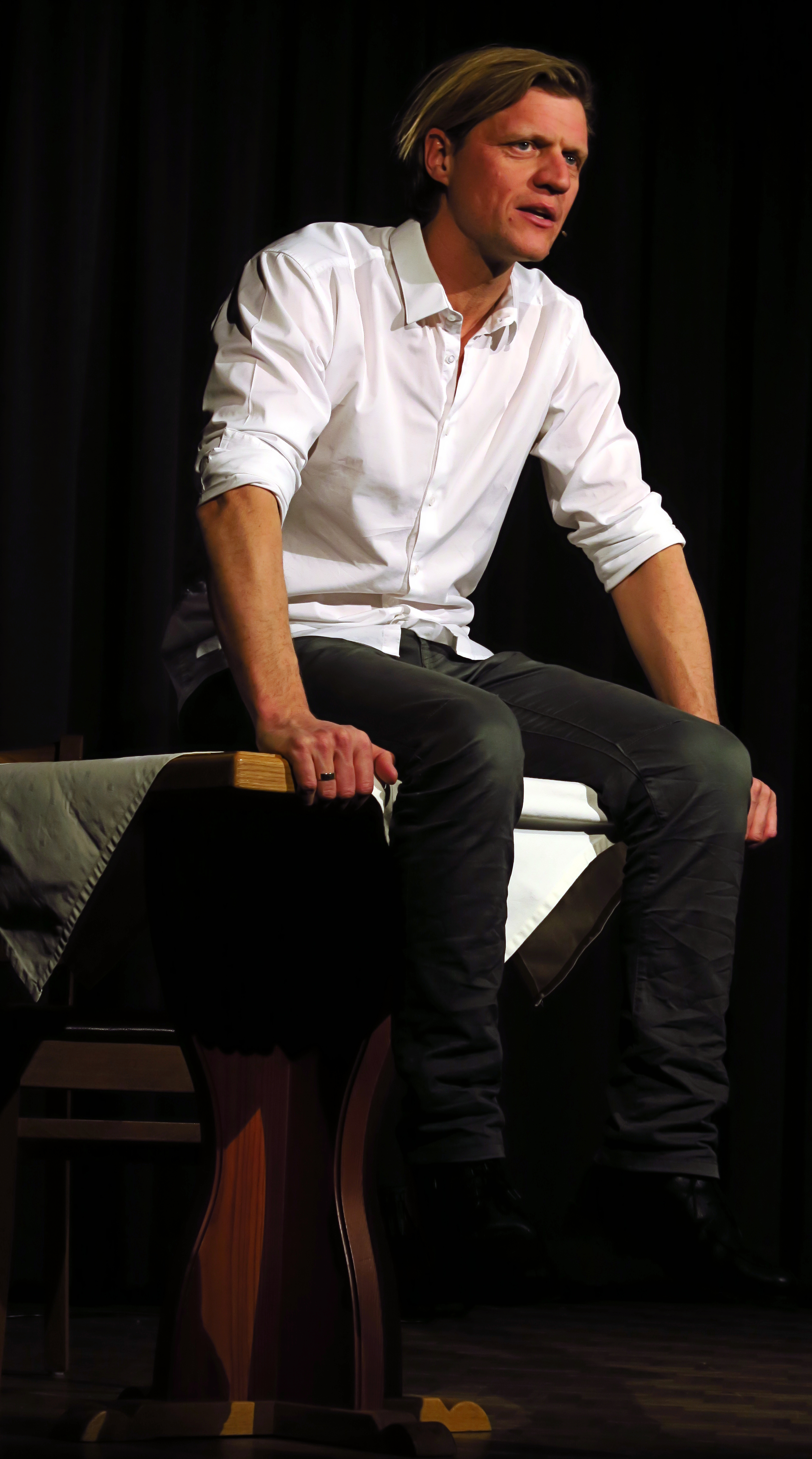
Sonntagskinder
Januar 2017, Gilching

- 2003 Warum Richard III, gemeinsam mit Gerhard Walter
- 2005 Taxameter rennt, gemeinsam mit Gerhard Walter
- 2007 Das ist die Höhe, Theaterstück mit Doris Hindinger und Joesi Prokopetz, Regie: Leo Bauer
- 2008 Wegen Renovierung offen
- 2009 Eins zu Eins, Kabarett-Tournee  (gemeinsam mit Joesi Prokopetz)
- 2010 Spaghetti mit Ohne
- 2011 Aufputzt is - Ein Weihnachtsdebakel
- 2012 Gratuliere!
- 2012 Total spezial (Best Of) - Kabarett-Tournee
- 2014 BITTE.DANKE. - ausgezeichnet mit dem Salzburger Stier 2016[9]
- 2015 BITTE.DANKE.spezial, Kabarett-Tournee
- 2017 Sonntagskinder
- 2019 HOCHTiEF
- 2023 beziehungsWEISE

## Publikationen
- 2017: Wegen Renovierung offen: Weil Leben is Baustelle, Seifert Verlag, Wien 2017, ISBN 978-3-902924-70-4

## Filmografie (Auswahl)

### Film
- 2006: Mutig in die neuen Zeiten (Regie: Harald Sicheritz)
- 2007: Eiswolke (Regie: Julia Frick)
- 2008: Black Out Date (Regie: Julia Frick)
- 2023: Griechenland

### Fernsehen
- 2005: Dorfers Donnerstalk (ORF-Comedy, mit Michael Niavarani)
- 2005: Frischlinge (ORF-Comedy)
- 2006: Versteckte Kamera (ORF-Comedy)
- 2008: Die Slupetzkis - Urlaub in Balkonien (ORF-Comedy, mit Gerhard Walter und Daniela Golpashin)
- 2009: Komedy Klub (ATV-Comedy, mit Joesi Prokopetz)
- 2010: Comedy Couch (ORF-Talkshow)
- 2010: Die Gipflzipfler (ORF-Comedy, mit Roland Düringer und Hannes Ringlstetter)
- 2010: Das Match (ORF-Doku, mit Hans Krankl und Herbert Prohaska)
- 2010: Hot Spott (Servus TV, Comedy-Show, mit Ottfried Fischer)
- 2011: WDR-Funkhaus (WDR, Comedy-Show)
- 2011: Österreich wählt ... (ORF-Show)
- 2012: Was gibt es Neues? (ORF-Game-Show)
- 2012: Schnell ermittelt (ORF-Serie, mit Ursula Strauss)
- 2012: Kleinkunst-Splitter (Okto TV, Magazin)
- 2012: Gernots Verlängerung (ORF-Comedy, mit Viktor Gernot)
- 2013: Kost-bar.TV (Kochshow mit Bernhard Rieder)
- 2013: Kunst und Kultur - Hyundai Kabarett-Tage (ORF-Magazin)
- 2013: Eckel mit Kanten (ORF-Comedy, mit Klaus Eckel)
- 2014: heute mittag (ORF-Magazin)
- 2014: heute leben (ORF-Magazin)
- 2014: Die Barbara Karlich Show (ORF-Talkshow, mit Barbara Karlich)
- 2014: Unser Österreich / Berggespräche (ORF-Magazin)
- 2015: Was gibt es Neues? (ORF-Game-Show)
- 2015: Die Barbara Karlich Show (ORF-Talkshow, mit Barbara Karlich)
- 2015: Bist du deppert! (Puls 4-Comedy-Magazin, mit Gerald Fleischhacker)
- 2016: Sehr witzig!? (als Anchorman gemeinsam mit Lydia Prenner-Kasper und Harry Prünster, Comedyserie, Puls 4, Ausstrahlung ab 22. Februar 2016)[21][22]
- 2017: Willkommen Österreich (Late-Night-Show) (ORF-Comedy, mit Dirk Stermann und Christoph Grissemann)
- 2019: Die Tafelrunde (ORF-Show), seit 2019 regelmäßig
- 2020: Dinner für Zwei (ORF-Show)

## Auszeichnungen
- 2003: Grazer Kleinkunstvogel
- 2003: Kärntner Kleinkunstdrache
- 2003: Münchner Kabarett Kaktus
- 2005: Österreichischer Kabarettförderpreis „Karl“
- 2008: Österreichischer Kabarettförderpreis „Karl“
- 2012: Klosterneuburger Kulturpreis
- 2014: Kurier: „Die Besten der Besten 2014“
- 2015: Österreichischer Fundraising Kongress: „Fundraising Spot des Jahres“ (Drehbuch, Schauspieler)
- 2016: Salzburger Stier[23]
- 2021: Ybbser Spaßvogel[24]